# Palacio de Marly

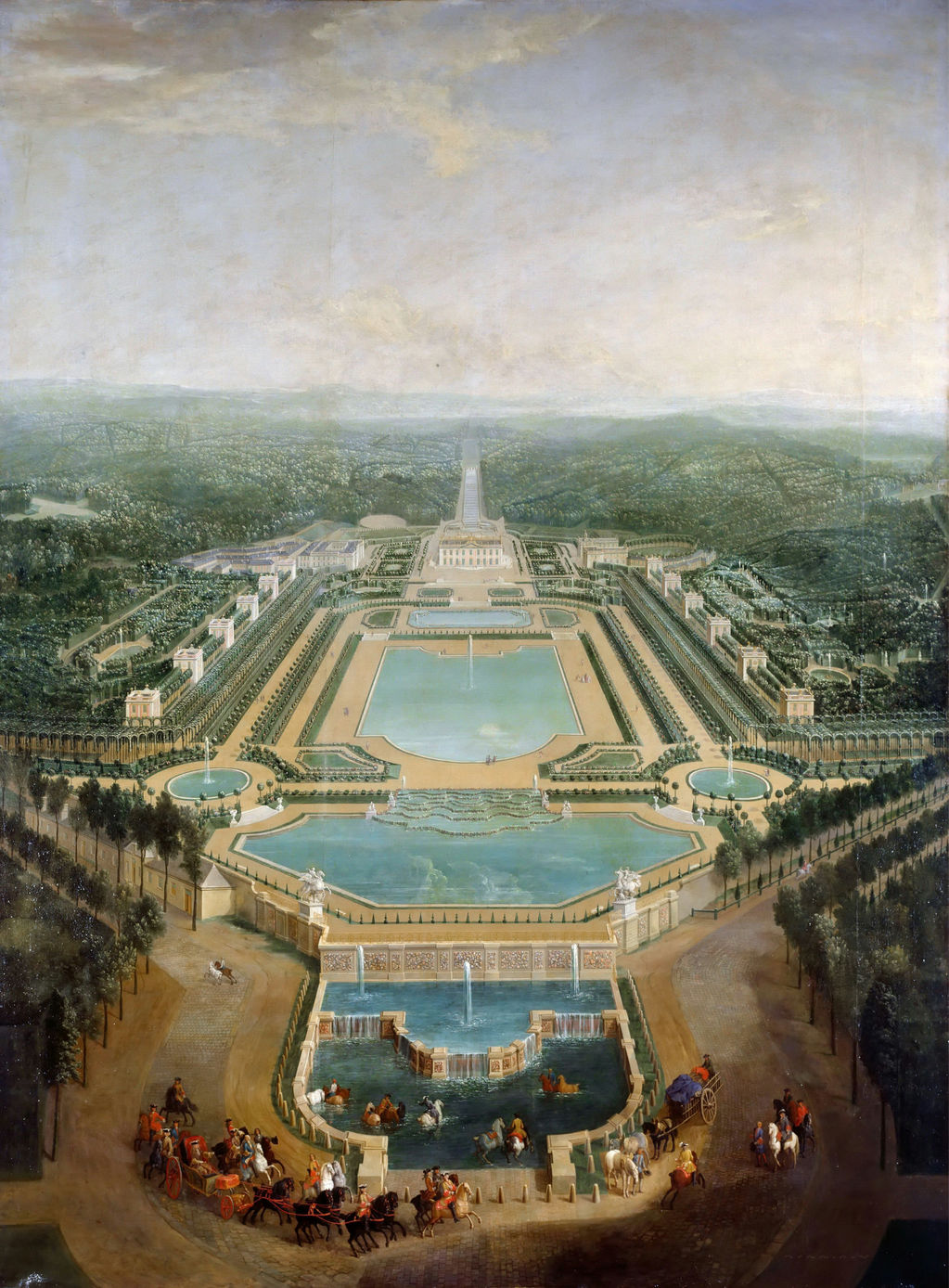
El palacio en un grabado de 1724.

Los jardines del palacio de Marly (en francés, château de Marly), situado en Marly-le-Roi, en Yvelines, fueron construidos, en un principio, para el rey Luis XIV, que quería alejarse de Versalles, de los problemas y preocupaciones de la corte, en compañía de las personas por él más estimadas o cortesanos más allegados, aunque todos querían tener el privilegio de ser invitados al llamado «santuario de los santos»: el lugar en el que el soberano se sentía verdaderamente dichoso.
Actualmente no queda en pie nada de ese palacio, pues fue destruido durante el Primer Imperio. Sólo se puede ver el suelo del pabellón real, de Jules Hardouin Mansart, en la pendiente del parque.

## Imágenes

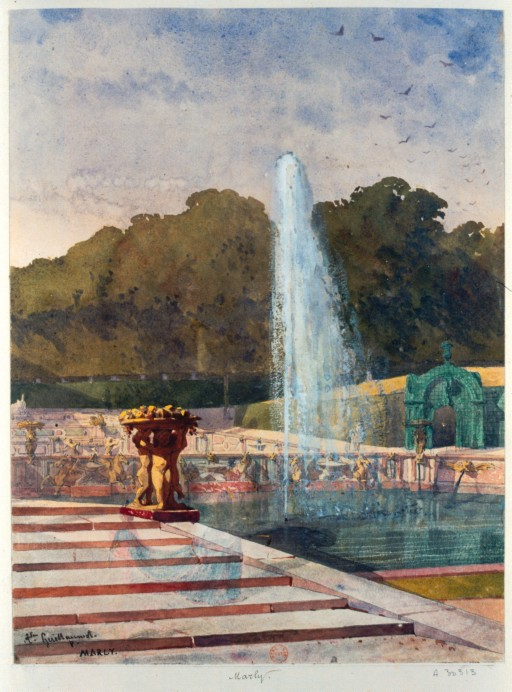
Diseño de los jardines.
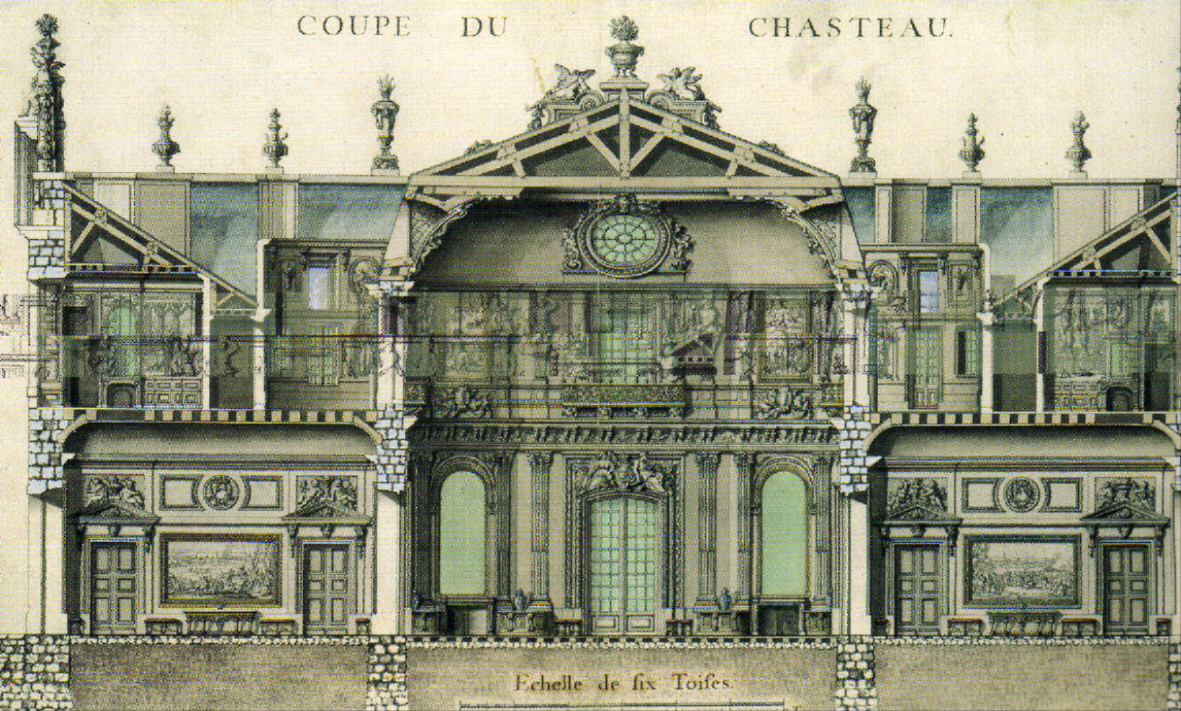
Corte de la edificación del palacio.
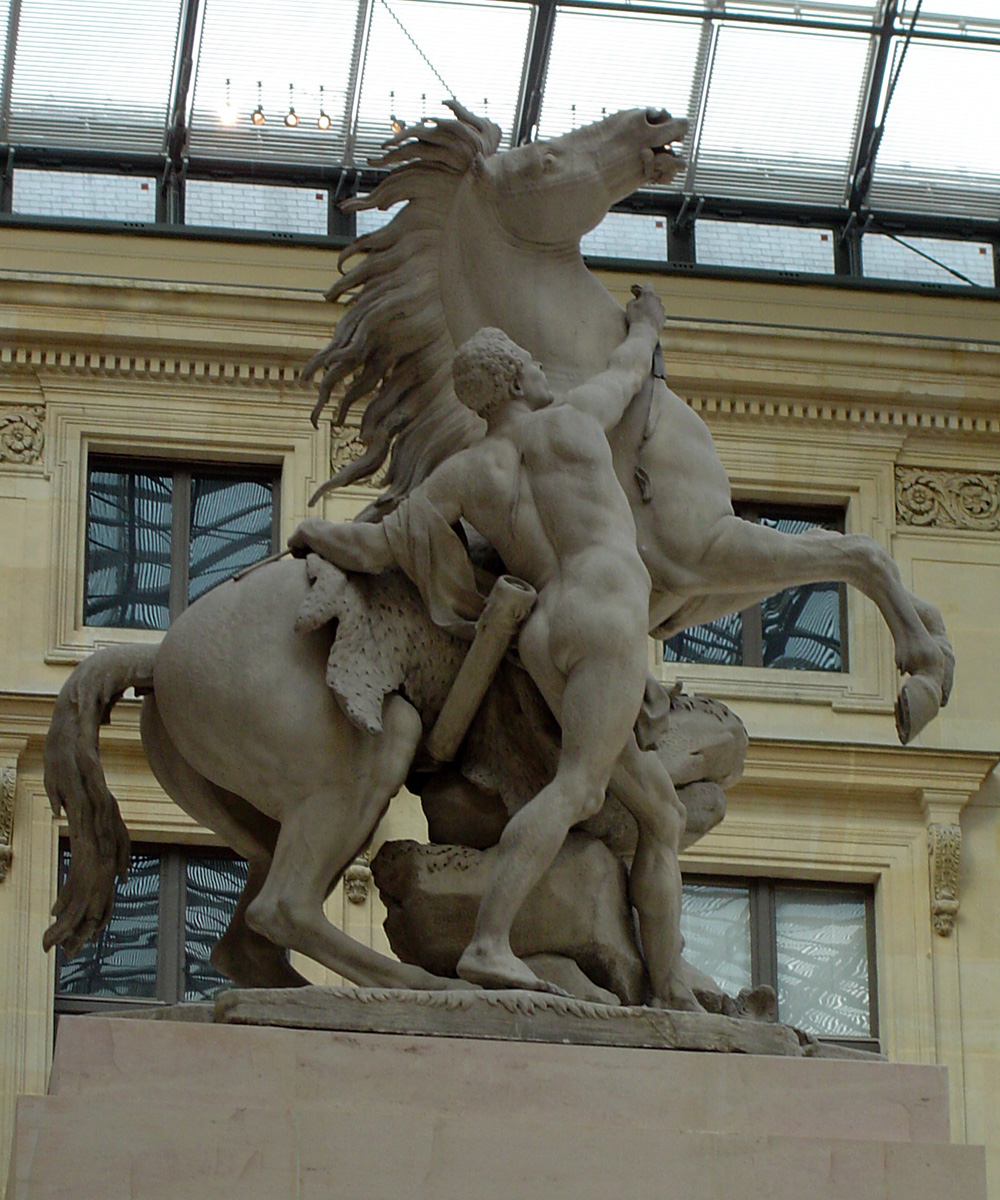
Una figura del grupo de «caballos de Marly», hoy, en el Louvre.

## Palacios contemporáneos
- Palacio del Louvre
- Palacio de Versalles
- Castillo de Saint-Germain-en-Laye
- Palacio de Vaux-le-Vicomte